# Carl Friedrich Gustav Seidler
Carl Friedrich Gustav Seidler foi um viajante suíço-alemão, contratado pelo agente dos assuntos políticos, major Georg Anton von Schäffer, para o exército imperial, destinado à campanha cisplatina.
Esteve em Santa Catarina no ano de 1825. Veio no navio Caroline, que, pela terceira vez, vinha para o Brasil, tendo saído de Hamburgo em 16 de novembro de 1825 e chegado ao Rio de Janeiro em 26 de fevereiro de 1826, com mais ou menos 200 pessoas a bordo.
Seidler era o comandante do Caroline, e Jacob v. d. Wettern o capitão. Das 24 viagens efetuadas entre 1823 e 1827 com imigrantes alemães chegados ao Rio de Janeiro e destinados ao Rio Grande do Sul, esta era a décima nona viagem.
Seidler foi testemunha ocular do funeral da imperatriz Dona Leopoldina realizado na noite de 14 de dezembro de 1826.
Veio ao Brasil com o intuito de fazer fortuna mas, como não obteve sucesso, quando voltou à  Alemanha escreveu o livro Dez anos no Brasil, cheio de animosidade sobre o país que não o tornara milionário. Por exemplo, sobre o Rio de Janeiro, escreve: "A primeira impressão que colhemos da vida humana no Rio de Janeiro foi altamente desagradável e revoltante; destruiu todos os sonhos idílicos que como chuva de maná se derramaram sobre nosso coração ainda enjoado do mar. Passou por nós grande embarcação que levava dezoito negros, quais escravos de galés, dura e estreitamente acorrentados uns aos outros [...]" "As ruas do Rio são na maior parte compridas, tortas e estreitas, as casas quase todas baixas, sujas e edificadas em estilo vulgar, sem levar em conta questões de gosto e de comodidade da vida social [...]"